# Manlio Sargenti
Manlio Sargenti (Isernia, 9 dicembre 1915 – Milano, 20 dicembre 2012) è stato un avvocato e politico italiano.

## Biografia
Laureatosi in giurisprudenza nel 1936 all'Università di Roma, ha poi partecipato alla seconda guerra mondiale come Capitano degli Alpini. Dopo l'8 settembre e il Congresso di Verona fu nominato capo di gabinetto del Ministero dell'economia corporativa della Repubblica Sociale Italiana, partecipando alla preparazione ed alla elaborazione dei provvedimenti legislativi per la socializzazione, che porteranno il suo nome quale primo firmatario.
Fondò il giornale Repubblica Sociale, mensile di problemi politici, sociali, giuridici, ed economici.
Dopo la guerra riprese l'attività professionale e scientifica, esercitando l'avvocatura ed insegnando all'Università di Pavia.
Fu tra i fondatori del Movimento Sociale Italiano, e fino al 1956, membro della direzione nazionale, che rappresentò dal 1951 al 1955 nel consiglio comunale di Milano.
Nel 1995 aderì al neonato Movimento Sociale Fiamma Tricolore, di cui fu nominato Presidente Onorario durante il primo congresso nazionale svoltosi a Chianciano Terme. Ha presieduto il secondo congresso nazionale, sempre a Chianciano Terme.
Dal 2006 fino alla scomparsa fu presidente onorario del Circolo Culturale "Filippo Corridoni" di Parma.